# 伊塔鲁芒
伊塔鲁芒是巴西戈亚斯州的一个市镇。总面积3433.619平方公里，总人口5141人，人口密度1.5人/平方公里。